# 向日葵 (2005年电影)
《向日葵》是张扬导演的第四部电影，由北京命之作影视文化发展有限公司出品，Fortissimo Films负责国际发行，纽约客影业负责剧场版发行。
孙海英和陈冲在剧中扮演夫妇，张凡、高歌、王海地扮演他们的儿子，时代跨越30年。

## 演員表
| 演员   | 角色         | 简介                                 |
| ------ | ------------ | ------------------------------------ |
| 孙海英 | 张庚年       | 北京画家，文革劳改期间精神濒临崩溃。 |
| 陈冲   | 李秀清       | 张庚年的妻子。                       |
| 刘子枫 | 刘俊枫       | 张庚年最好的朋友老刘，也是艺术家。   |
| 张凡   | 张向阳(9岁)  | 张庚年的儿子                         |
| 高歌   | 张向阳(19岁) |                                      |
| 王海地 | 张向阳(成年) |                                      |
| 梁静   | 韩静         | 张向阳的妻子                         |
| 张玥   | 于红         | 紅圍巾溜冰少女                       |
| 洪一豪 | 刘军(9岁)    | 张向阳的好朋友小鸡屎                 |
| 李滨   | 刘军(19岁)   |                                      |

## 情节
该片分为三部分，跨越30年。第一部分是1976年，艺术家张庚年在文革期间被劳教数年后回到妻子秀清和儿子身边。他的手受了伤，不能再进行艺术创作，于是希望培养儿子，而他的儿子正在和小鸡屎一起向路人扔石头。尽管儿子最终追随了父亲的脚步，但怨恨父亲给他的压力，他们很快闹翻了。
第二部分是1987年，张向阳19岁了；第三部分是1999年，张向阳已30多岁了，但和父亲仍关系紧张。这是一部感人的电影，描述张向阳和父母的紧张关系及他的父母的婚姻生活。向日葵作为主题贯穿全片。

## 发行
在2005年9月10日的多伦多国际电影节上，《向日葵》首次国际公映。
该片在其他一些电影节也有上映：
- 2005年10月10日芝加哥国际电影节[2]
- 2005年圣塞瓦斯蒂安电影节
- 2005年釜山国际电影节
- 2006年4月11日[2]香港国际电影节[3]
- 2006年2月19日曼谷国际电影节[4]
- 2006年7月8日东京国际电影节[2]
- 2007年10月10日泛太平洋電影節[5]

2007年8月17日，《向日葵》在纽约城限量发行。它仅仅在一处荧幕上映，却收获了将近24,000美元的票房，和它在国外的800万美元票房形成了对比。

## 评价
《向日葵》在一些国际电影节上映。最后，它在2006年的圣塞瓦斯蒂安电影节上获得了最佳导演和评审团最佳摄影奖。
汇总媒体烂番茄根据13条评论为这部电影提供了69%的支持率，平均评分为6.1/10。根据Metacritic对四位评论家进行抽样并计算出64分（满分100分）的加权平均分，这部电影获得了“普遍好评”。